# زلننیک
زلننیک (به لاتین: Zelennik) یک منطقهٔ مسکونی در روسیه است که در استان آرخانگلسک واقع شده‌است.